# Zahrádka (kraj Wysoczyna)
Zahrádka – miejscowość i gmina (obec) w Czechach, w kraju Wysoczyna, w powiecie Třebíč. W 2022 roku liczyła 145 mieszkańców.